# Mesopodopsis
Mesopodopsis är ett släkte av kräftdjur som beskrevs av Voldemar Czerniavsky 1882. Mesopodopsis ingår i familjen Mysidae.
Kladogram enligt Catalogue of Life och Dyntaxa:
| Mesopodopsis | \| \| Mesopodopsis aegyptica \| \| \| \| \| \| Mesopodopsis africana \| \| \| \| \| \| Mesopodopsis orientalis \| \| \| \| \| \| Mesopodopsis slabberi \| \| \| \| \| \| Mesopodopsis tropicalis \| \| \| \| \| \| Mesopodopsis wooldridgei \| \| \| \| \| \| Mesopodopsis zeylanica \| \| \| \| |
|              | \| \| Mesopodopsis aegyptica \| \| \| \| \| \| Mesopodopsis africana \| \| \| \| \| \| Mesopodopsis orientalis \| \| \| \| \| \| Mesopodopsis slabberi \| \| \| \| \| \| Mesopodopsis tropicalis \| \| \| \| \| \| Mesopodopsis wooldridgei \| \| \| \| \| \| Mesopodopsis zeylanica \| \| \| \| |
|              | Mesopodopsis aegyptica |
|              | |
|              | Mesopodopsis africana |
|              | |
|              | Mesopodopsis orientalis |
|              | |
|              | Mesopodopsis slabberi |
|              | |
|              | Mesopodopsis tropicalis |
|              | |
|              | Mesopodopsis wooldridgei |
|              | |
|              | Mesopodopsis zeylanica |
|              | |